# Meshrif
Meshrif (ryska: Мешриф) är en ort i Azerbajdzjan.   Den ligger i distriktet Siyəzən Rayonu, i den nordöstra delen av landet, 110 km nordväst om huvudstaden Baku. Meshrif ligger 396 meter över havet och antalet invånare är 1 192.
Terrängen runt Meshrif är lite bergig. Närmaste större samhälle är Divichibazar, 12,0 km norr om Meshrif. 
Trakten runt Meshrif består till största delen av jordbruksmark. Runt Meshrif är det ganska glesbefolkat, med 47 invånare per kvadratkilometer.